# Alireza Mohmadi
Alireza Mohmadi (en persa: علیرضا مهمدی‎; 30 de octubre de 2002) es un deportista iraní que compite en lucha grecorromana. Participó en los Juegos Olímpicos de París 2024, obteniendo una medalla de plata en la categoría de 87 kg.

## Palmarés internacional
| Juegos Olímpicos | Juegos Olímpicos | Juegos Olímpicos | Juegos Olímpicos |
| Año              | Lugar            | Medalla          | Categoría        |
| ---------------- | ---------------- | ---------------- | ---------------- |
| 2024             | París (Francia)  | Medalla de plata | 87 kg            |